# Florencia Infante

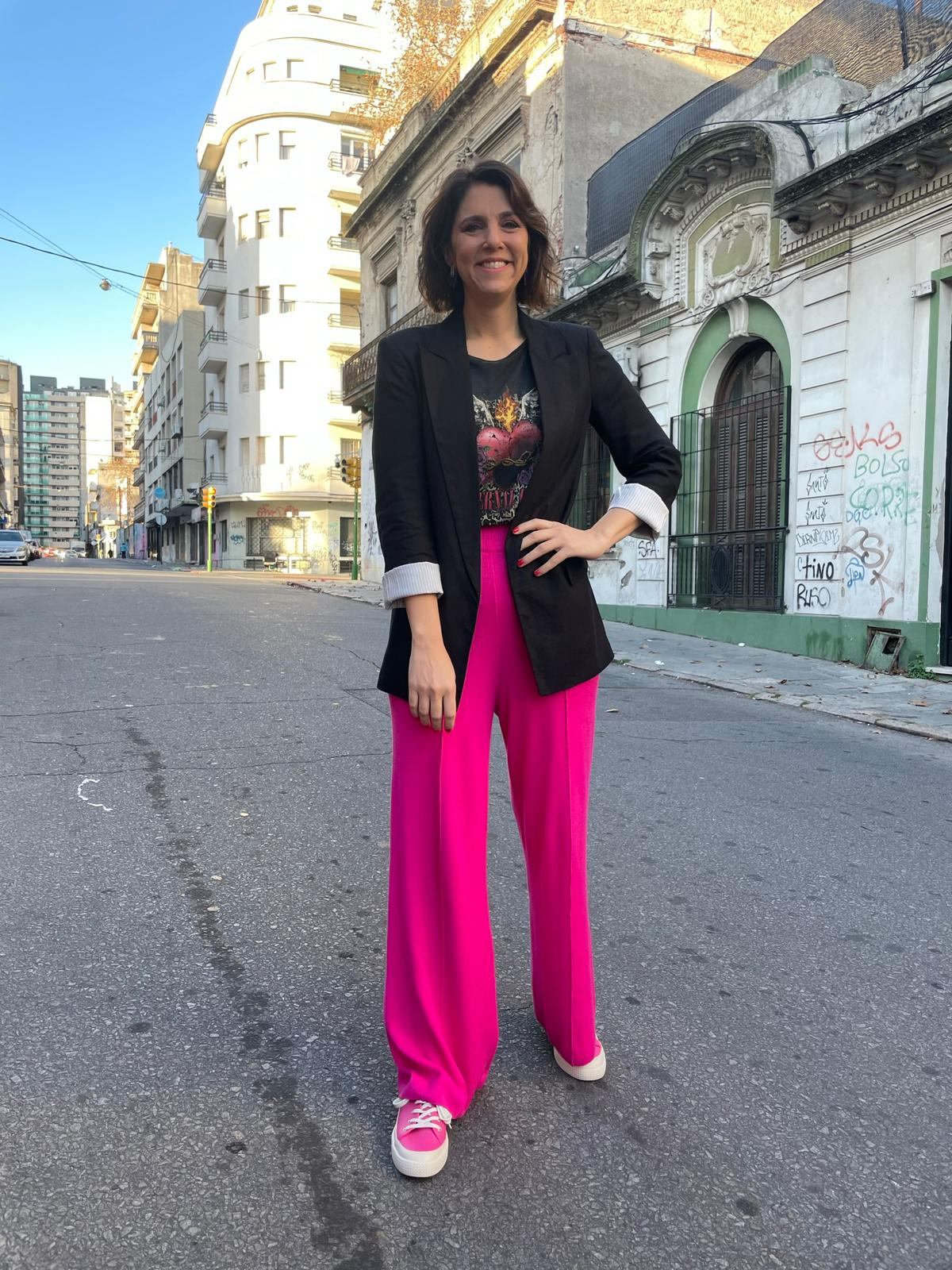
Foto de Florencia Infante

Florencia Infante (Montevideo, 15 de noviembre de 1982) es una actriz, humorista, docente y comunicadora uruguaya.

## Biografía
Nació en 1982 en Montevideo, Uruguay.
Desde los 14 años de edad participa en obras de teatro. En el año 2004 ingresó al Instituto de Actuación de Montevideo, donde tiempo después se egresó. Participó en talleres de actuación en países como Argentina, Brasil, España y Chile. Es una de las fundadoras de la compañía Impronta Teatro de Uruguay.
Participó en los programas de radio Segunda pelota (desde 2012 hasta 2016) y De arriba un rayo (desde 2018 hasta 2020). 
Entre 2014 y 2015 participó en el programa Buen día Uruguay como humorista, interpretando a varios personajes. En 2016 formó parte de la obra de teatro Imprevisto: el juego. En 2018 protagonizó la comedia teatral Jardín de Infante. Al otro año presentó el unipersonal teatral Intensidad, el cual lo retomó en el 2021.
Participó en el elenco del grupo de humoristas Cyranos en el Carnaval Uruguayo 2017. En 2018 condujo los Premios Graffiti.
En 2020 condujo el programa juvenil TA, tiempo de aprender en Canal 5 junto a Diego Waisrub.
En el año 2021 formó parte de la versión uruguaya del programa La peluquería de don Mateo, interpretando a Capullito de Alelí. Ese mismo año fue 
panelista del programa satélite de Got Talent Uruguay, Amamos el talento, y participante de la segunda temporada de MasterChef Celebrity, donde obtuvo el puesto 12. Participó en Subrayado en la temporada de verano de 2021-2022 cubriendo los acontecimientos del Carnaval.
Desde el 2022 protagonziza el unipersonal teatral Yo soy la tormenta en el Auditorio Nacional del Sodre, con la dirección de Ernesto Muniz.

## Filmografía

### Televisión
| Año       | Título                     | Rol / Personaje                | Canal    |
| --------- | -------------------------- | ------------------------------ | -------- |
| 2011      | Adicciones                 | Claudia                        | Teledoce |
| 2014-2015 | Buen día Uruguay           | Humorista                      | Canal 4  |
| 2018      | Premios Graffiti           | Conductora                     | VTV      |
| 2020      | TA, tiempo de aprender     | Conductora                     | Canal 5  |
| 2021      | La peluquería de don Mateo | Capullito de Alelí             | Canal 10 |
| 2021      | El show de la tarde        | Conductora de reemplazo        | Canal 10 |
| 2021      | Amamos el talento          | Panelista                      | Canal 10 |
| 2021      | MasterChef Celebrity       | Participante (12.ma eliminada) | Canal 10 |
| 2021-2022 | Subrayado                  | Columnista del Carnaval        | Canal 10 |
| 2023      | ¿Quién es la máscara?      | Participante; 3er. Lugar       | Teledoce |

### Radio
| Año       | Título            | Rol        | Radio     |
| --------- | ----------------- | ---------- | --------- |
| 2012-2017 | Segunda pelota    | Columnista | Océano FM |
| 2018-2020 | De arriba un rayo | Conductora | Océano FM |